# I. Sigeberht essexi király

Essex zászlaja

I. Sigeberht, vagy Kis Sigeberht (angolszászul SIGEBRYHT SÆVVARDING ESTSEAXNA CYNING, latinul Sigebert Parvus), († 653 körül), Essex királya 617–653 között.
Azután került a trónra, hogy apját (Sæwardot) és nagybátyjait a nyugati szászok csatában megölték. Uralkodóként valószínűleg Cynegils wessexi királytól függött.